# ホッコータルマエ
ホッコータルマエ（欧字名:Hokko Tarumae、2009年5月26日 - ）は、日本の競走馬・種牡馬。
ダートグレード競走で顕著な成績を挙げ、2016年川崎記念にて日本競馬史上初となるGI（JpnI）10勝を達成した。2013・2014・2015年ダートグレード競走特別賞、2014年最優秀ダートホースとして表彰された。苫小牧市内の企業の社長が馬主で、馬名は同市内の樽前山に由来する。ホッコータルマエは苫小牧市・観光協会により「とまこまい観光大使」にもなっており、市内で「応援イベント」が開催されている。ダートの帝王と呼ばれた。

## 戦績
2010年の北海道セレクションセール1歳に上場され、1575万円（税込）で矢部幸一に落札された。

### 2012年
ホッコータルマエは1月14日に京都競馬場でデビューし鞍上は長谷川浩大が務めた。16頭中の11番人気（単勝107.7倍）とあまり評価はされず着も人気通り11着に終わる。しかし次走1月29日小倉競馬場の3歳未勝利戦で鞍上が村田一誠に替わると、9番人気ながら1着となり、2戦目で勝利を飾ることが出来た。以後2戦するも勝利は果たせず、4月7日阪神競馬場の3歳500万下で鞍上が幸英明に替わると5戦目で2勝を挙げることが出来た。さらに6月3日東京競馬場の青梅特別（1000万下）で7戦目で3勝目を挙げた。勝利後に騎手の幸は「遊びながら走っていました。力があります」とホッコータルマエの実力を評価している。
7月11日に大井競馬場でジャパンダートダービーに出走したが、ハタノヴァンクールの5着に敗れている。このときはホッコータルマエが物見をしていた関係上ポジション取りが悪くなったため、力負けではないと幸は語っている。8月5日に2度目の重賞挑戦となるレパードステークスで勝ちを収め、初めての重賞勝利を果たした。その後放牧休養を経て秋には3走、勝ち鞍こそ挙げていないが、9番人気と低評価だったジャパンカップダートで3着に残るなど、ダート中距離路線で好成績を残している。

### 2013年
年明け初戦は東海ステークス。重賞競走では初の1番人気の支持を受けている。このレースでは3着に敗れたものの、佐賀記念・名古屋大賞典を単勝1倍台の人気に応え連勝。さらに中央に戻ってアンタレスステークスでも1番人気に応え快勝。そしてかしわ記念はエスポワールシチーをとらえて最上位グレードレースの初制覇を果たした。帝王賞は最後はニホンピロアワーズに勝ち、重賞5連勝を最上位グレードレース2連勝で飾った。3ヶ月半の休養明けとなったマイルチャンピオンシップ南部杯ではエスポワールシチーを捉えきれず2着に敗れ連勝は5でストップ。続くJBCクラシックをレコードタイムで逃げ切り、最上位グレードレース3勝目を挙げた。ジャパンカップダートでは逃げるエスポワールシチーをかわして先頭に立つが、残り100mの地点からベルシャザール、ワンダーアキュートにかわされて3着。東京大賞典ではワンダーアキュートに1馬身半差をつけて優勝、最上位グレードレース4勝目を挙げた。2013年はダート路線で最上位グレードレース4勝を挙げた功績により、NARグランプリダートグレード競走特別賞に選出された。

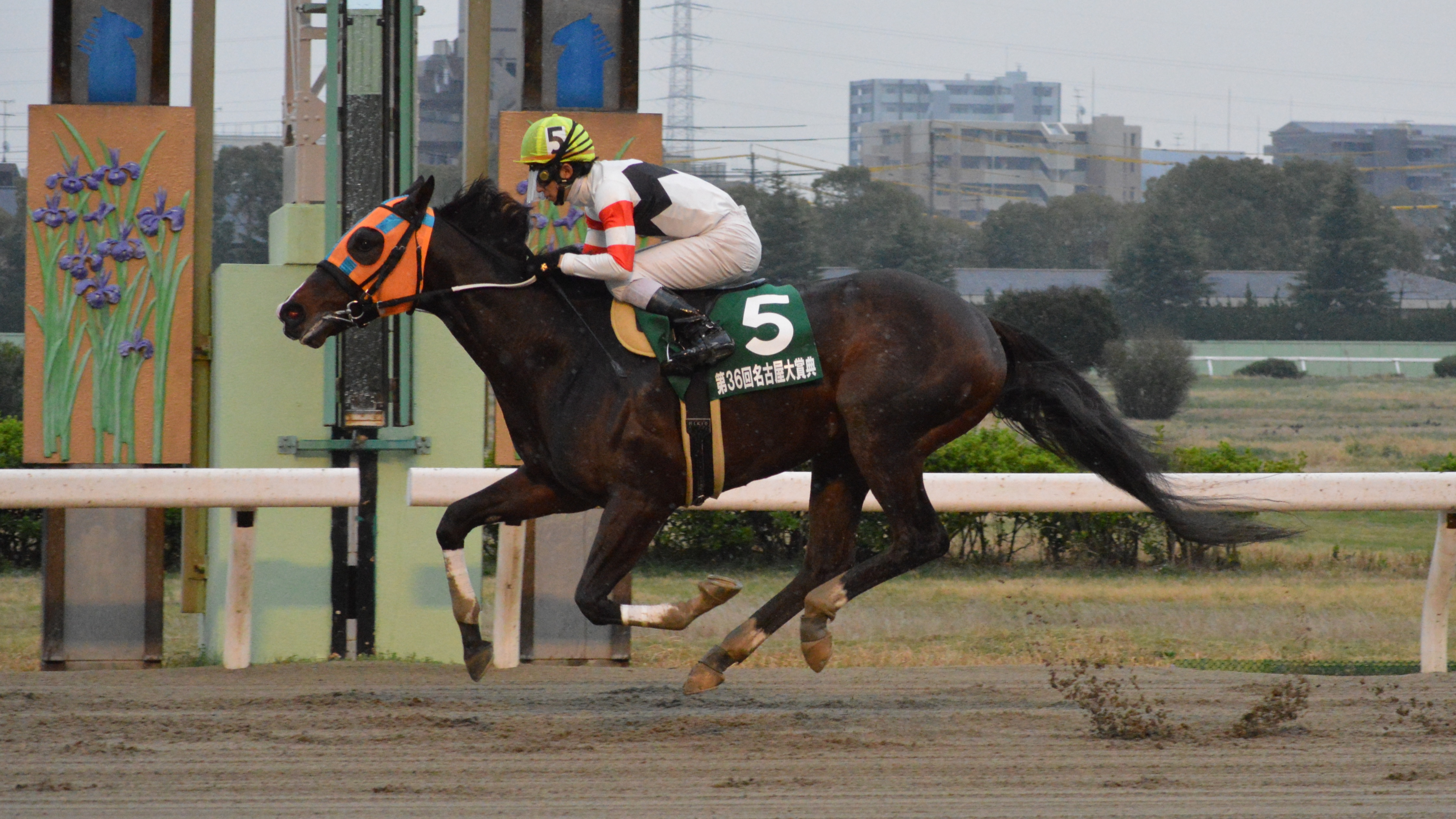
名古屋大賞典
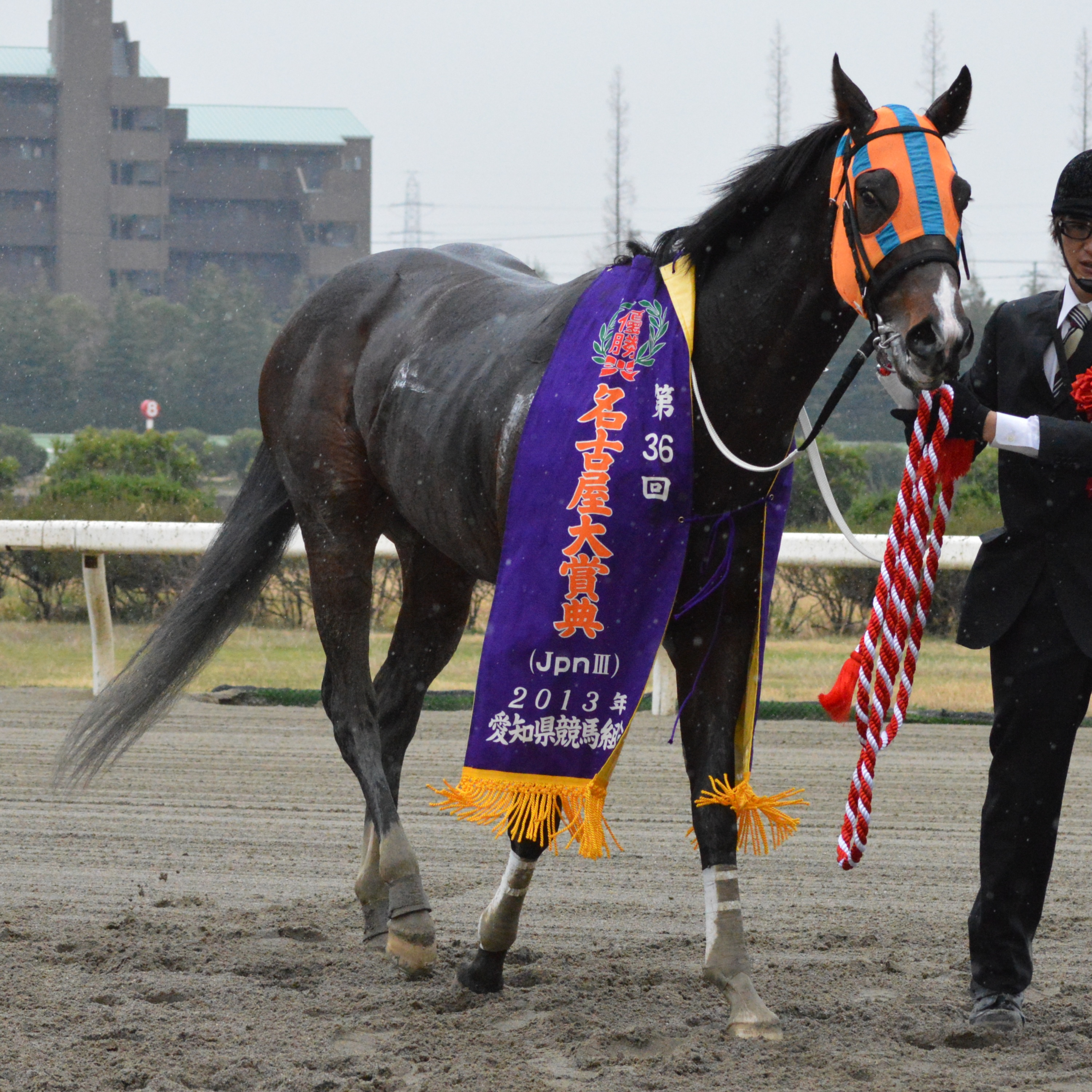
表彰式
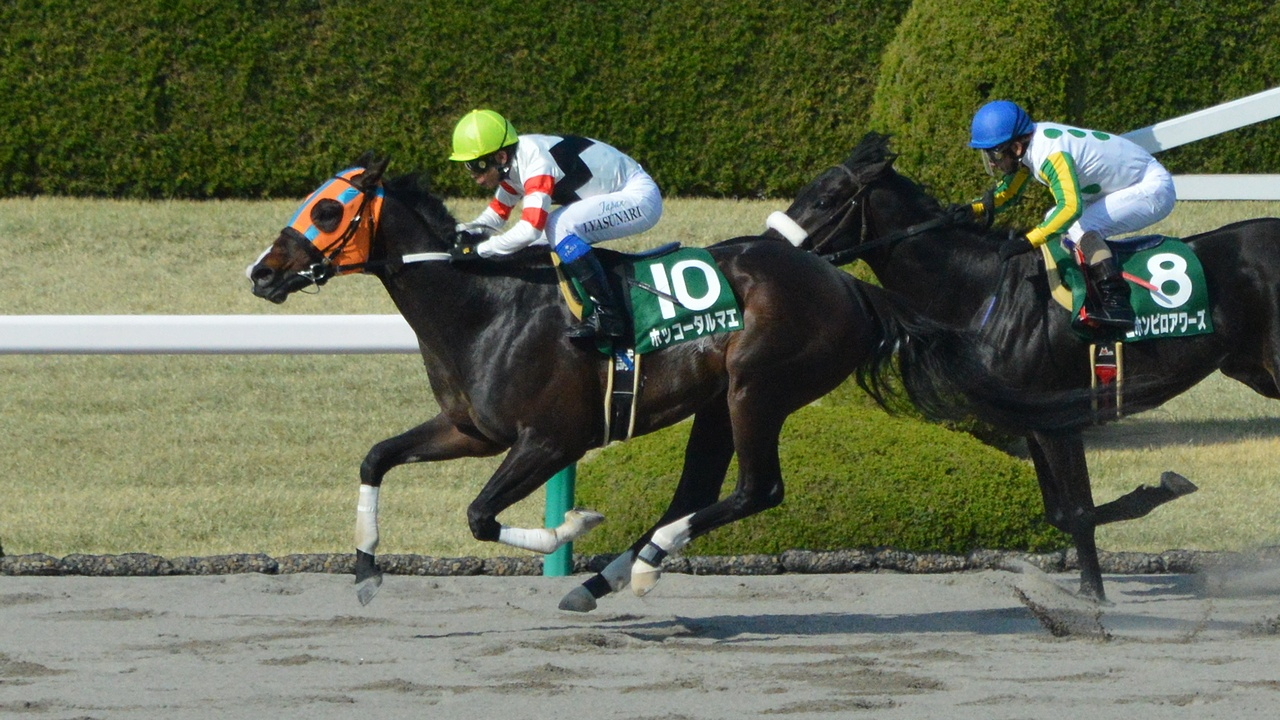
アンタレスS
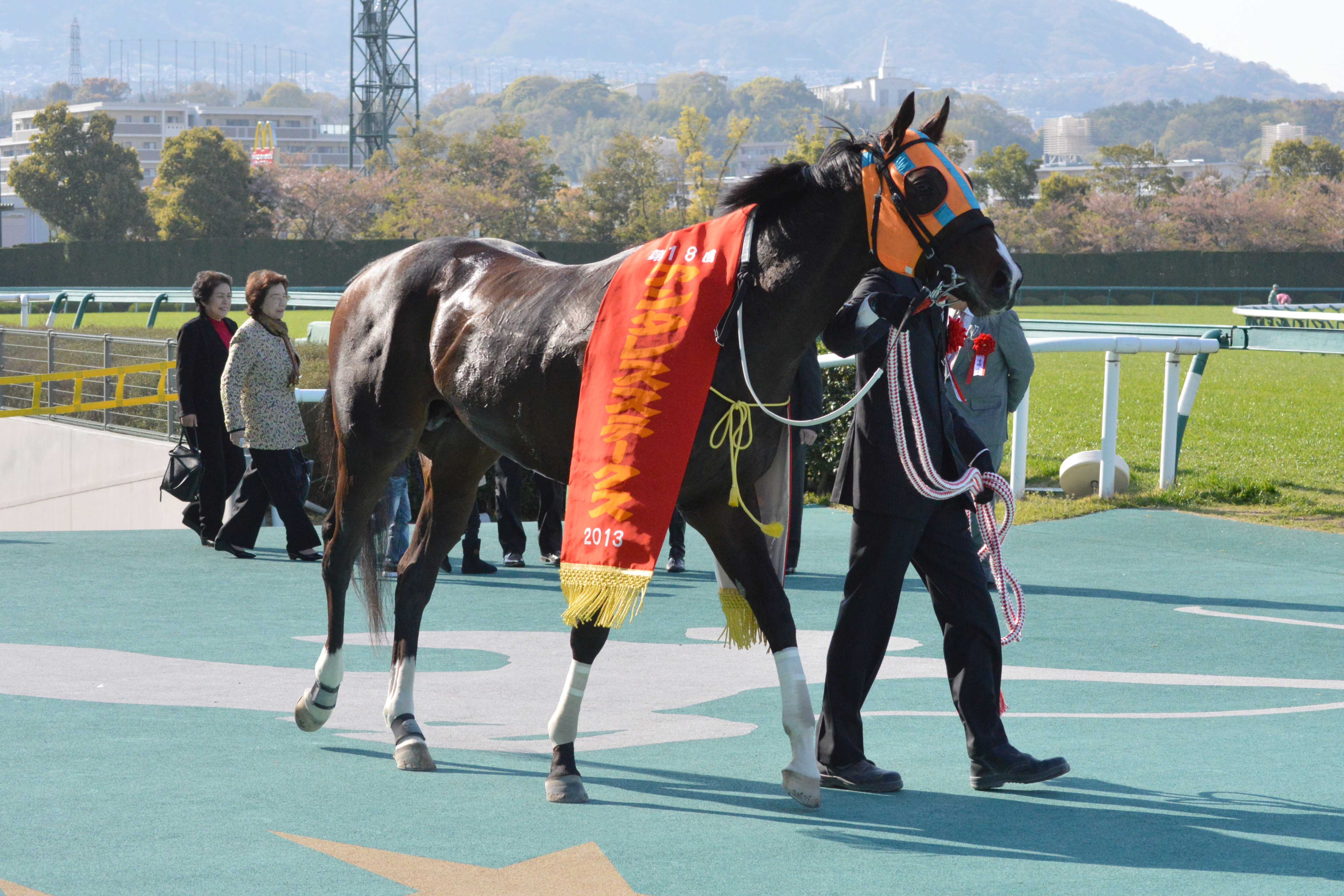
表彰式
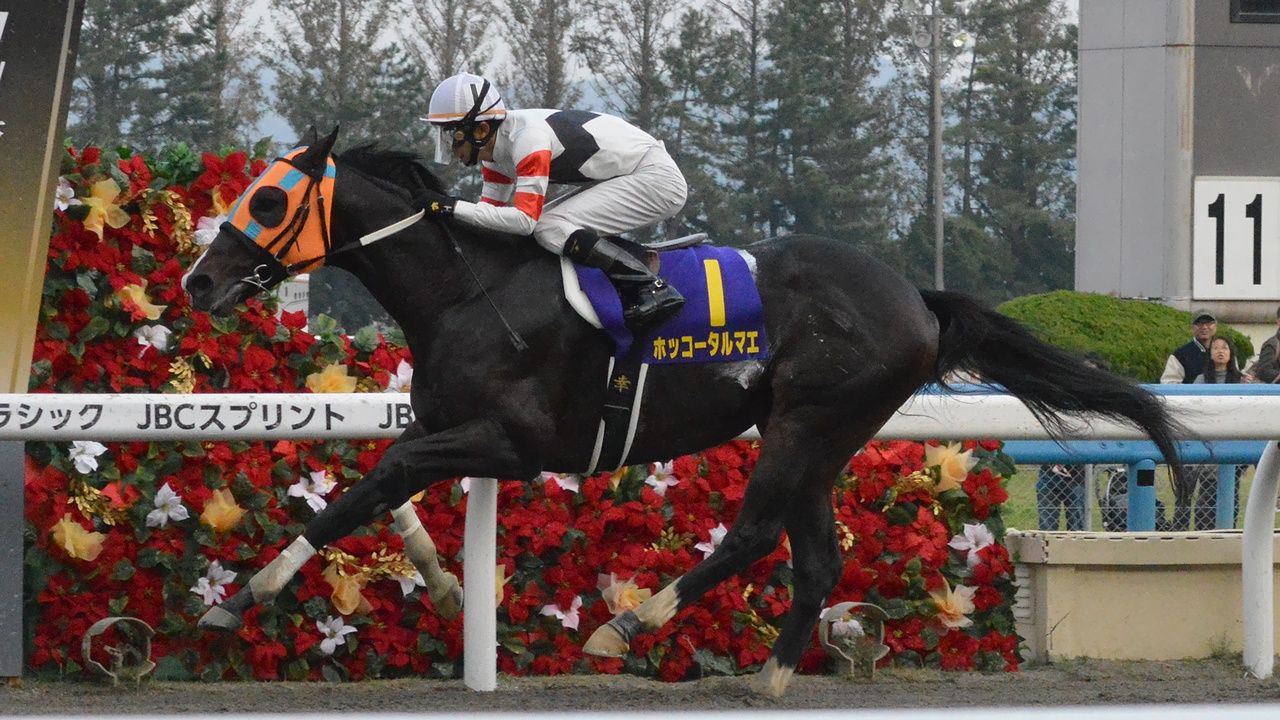
JBCクラシック
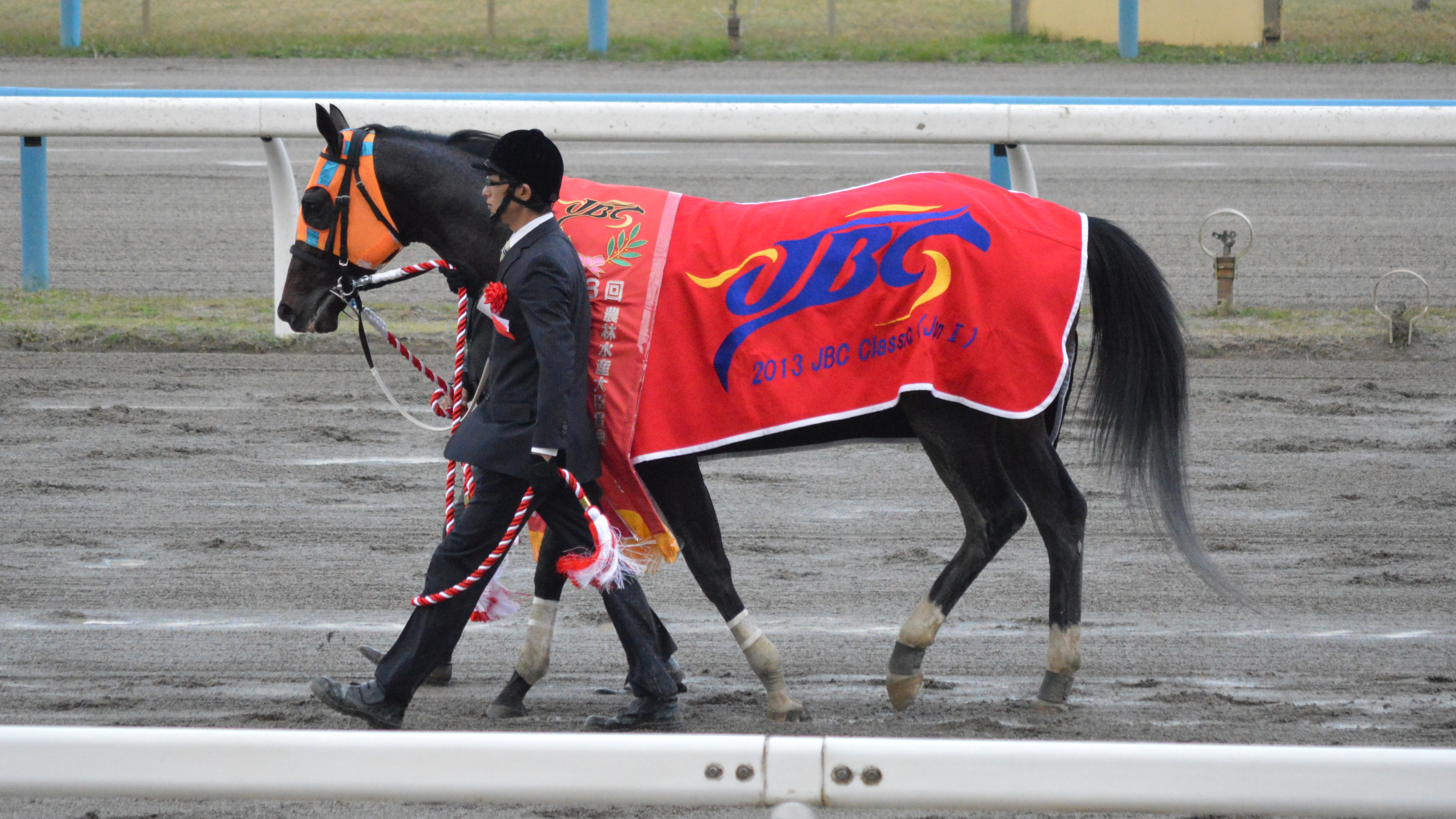
表彰式

### 2014年

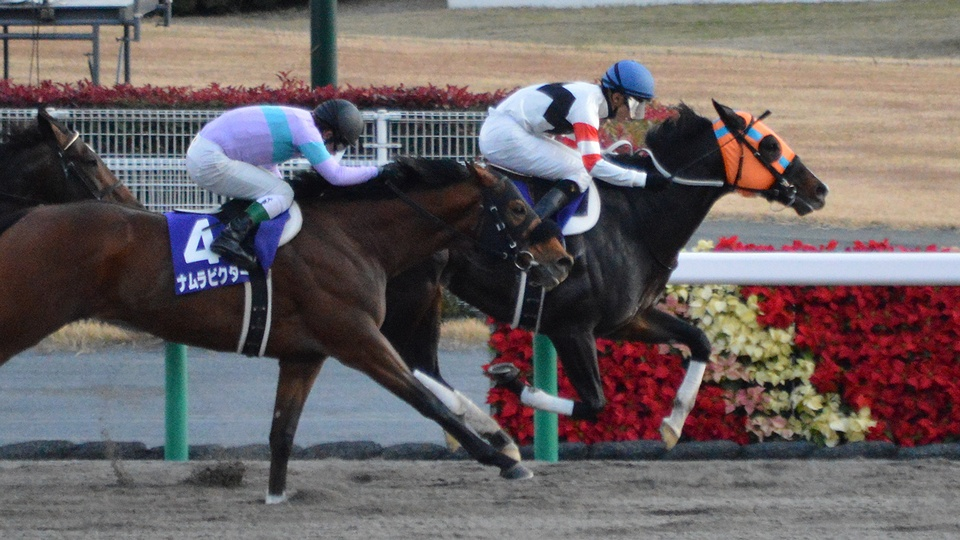
チャンピオンズカップ

年明け初戦に選ばれたのは川崎記念、単勝1.1倍の断然人気に応えて最上位グレードレース5勝目を記録した。続くフェブラリーSではいち早く馬群から抜け出した最低人気のコパノリッキーを捉えることが出来ず半馬身差の2着に終わった。ドバイWCでは最下位の16着に沈んだ。
レース後はストレス性腸炎発症のため、現地の診療施設に入院し、他の遠征馬よりも遅く4月12日に帰国した。調教師の西浦は、同馬を秋まで休養させることを明かした。
休養明けのJBCクラシックは4着。続くチャンピオンズカップでは道中2番手から逃げるクリノスターオーをかわして先頭に立つとそのまま押し切り優勝、GI/JpnI6勝目を挙げるとともに、中央競馬のGI初優勝となった。なお、鞍上の幸英明は最後の直線コースでの御法（鞭の使用）について過怠金5万円が科せられた。東京大賞典では3コーナーで逃げるコパノリッキーを捉えるとそのまま先頭に立ち4馬身差をつけて優勝、史上3頭目の連覇を達成した。
ホッコータルマエは「JRA賞」の2014年度最優秀ダート馬に選ばれた。選出を記念してホッコータルマエは、苫小牧市の観光大使にも就任した。

### 2015年

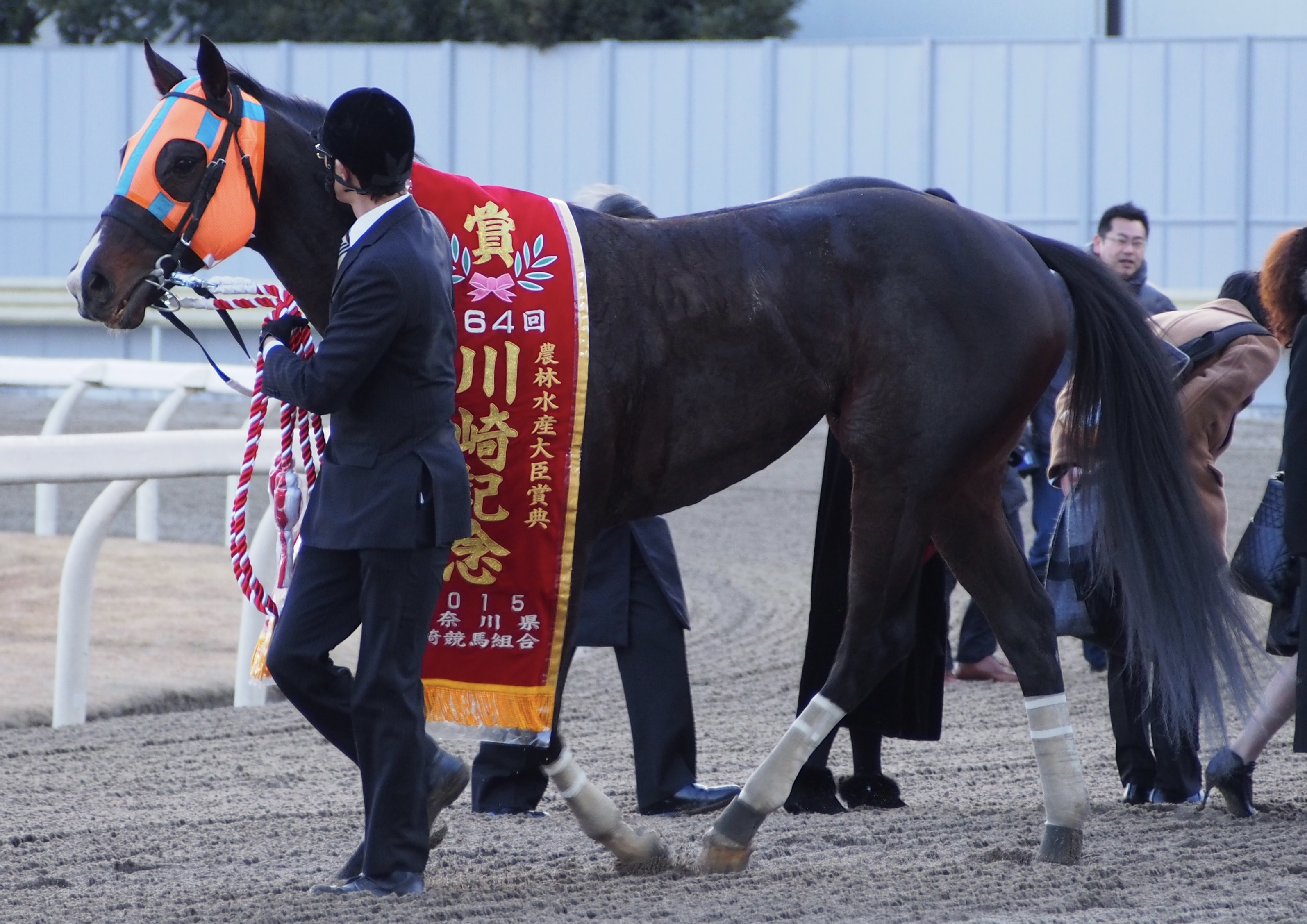
川崎記念

1月28日の川崎記念を1番人気で人気に応え勝利。続いて3月28日にドバイワールドカップにも再挑戦したが5着に終わる。その後は帝王賞に出走して1番人気で勝利した。なおこの勝利によりGI勝利数がヴァーミリアンとエスポワールシチーと並んで最多タイになった。
秋に入り、GI（JpnI）競走10勝目をかけて挑んだJBCクラシックでは圧倒的1番人気に支持されるも3着。連覇がかかったチャンピオンズカップは5着、東京大賞典は2着と勝ちきれずこの年を終える。

### 2016年
1月27日の川崎記念を1番人気で勝利、日本競馬史上最多となるGI（JpnI）競走10勝とした。なお、川崎記念の3連覇は約30年ぶりとなる史上2頭目であった。3月7日、3年連続となるドバイワールドカップ出走を表明した。迎えた本戦では、やや後方からの競馬を選択し、後半のコーナーで一旦は馬群の一番後ろのところまで後退するも必死に追って喰らいつき、最終的には9着に入線した。帰国後、連覇がかかった帝王賞は4着。
秋に入り、マイルチャンピオンシップ南部杯3着、JBCクラシック2着を経てチャンピオンズカップに向けて調整されていたが、11月29日の調教後に左前肢の跛行が見られたため、既に新冠の優駿スタリオンステーションで種牡馬になるのが決まっていたこともあり出走を断念し現役引退を発表した。なお当初から2016年内での引退は決まっており、その引退レースとなる予定だった12月29日の東京大賞典のレース後、中央競馬所属馬としては初めて地方競馬の大井競馬場で引退式を行う予定になっていたが、出走せず引退となったため、大井での引退式も中止となった。

## 種牡馬時代
引退後は種牡馬となり、優駿スタリオンステーションとイーストスタッドを2年おきに移動する国内シャトルの形態で繋養されている。
2020年5月15日川崎、スパーキングデビュー新馬で、メガミリオンが産駒の初出走初勝利をあげた。同年の地方競馬におけるファーストシーズンチャンピオンサイアーとなっている。

### 主な産駒

#### グレード制重賞優勝馬
- 2018年産
  - レディバグ（2023年スパーキングレディーカップ）[57]
  - メイショウフンジン（2025年佐賀記念）[58]
- 2019年産
  - ブリッツファング（2022年兵庫チャンピオンシップ）[59]
- 2020年産
  - ゴライコウ（2022年JBC2歳優駿）[60]
  - ブライアンセンス（2025年マーチステークス）[61]

#### 地方重賞優勝馬
- 2018年産
  - ダイセンハッピー（2020年ゴールドウィング賞）[62]
  - モリノオーシャン（2020年ブロッサムカップ）[63]
  - ディアリッキー（2022年ヴィーナススプリント）[64]
  - ギャルダル (2023年・2024年フジノウェーブ記念)
- 2019年産
  - ママママカロニ（2021年ゴールドジュニア）
  - グラーツィア（2021年園田プリンセスカップ、2022年東海クイーンカップ、留守杯日高賞）
  - ニネンビーグミ（2022年兵庫クイーンセレクション、のじぎく賞）
  - ミニョン（2024年レジーナディンヴェルノ賞）
- 2020年産
  - ヒーローコール（2022年鎌倉記念、2023年雲取賞、黒潮盃、戸塚記念、2025年報知オールスターカップ）[65]
- 2021年
  - アムクラージュ（2023年ルーキーズサマーカップ）
  - ウルトラノホシ（2023年ネクストスター佐賀、カペラ賞、2024年佐賀皐月賞、栄城賞）[66]
  - ナミダノキス（2024年石川優駿、サラブレッド大賞典、2025年百万石賞）
  - ティントレット（2024年優駿スプリント、2025年プラチナカップ）
- 2022年産
  - ベラジオゼロ（2024年栄冠賞）
  - ラピドフィオーレ（2024年兵庫ジュベナイルカップ、2025年黒潮菊花賞）
  - エバーシンス（2024年ラブミーチャン記念）
  - ピカンチフラワー（2025年あやめ賞）
- 2023年産
  - リュウノフライト（2025年リリーカップ）

## 競走成績
| 年月日     | 競馬場   | 競走名            | 格       | 頭数 | オッズ （人気） | オッズ （人気） | 着順 | 騎手       | 斤量 | 距離（馬場）  | タイム （上り3F） | タイム 差 | 勝ち馬/（2着馬）       |
| ---------- | -------- | ----------------- | -------- | ---- | --------------- | --------------- | ---- | ---------- | ---- | ------------- | ----------------- | --------- | ---------------------- |
| 2012.01.14 | 京都     | 3歳新馬           |          | 16   | 107.7           | （11人）        | 11着 | 長谷川浩大 | 56   | ダ1400m（良） | R1:28.8（37.9）   | -3.2      | ガンジス               |
| 0000.01.29 | 小倉     | 3歳未勝利         |          | 14   | 049.1           | 0（9人）        | 01着 | 村田一誠   | 56   | ダ1700m（稍） | R1:46.7（36.9）   | -0.1      | （ナムラコンカー）     |
| 0000.02.19 | 京都     | 3歳500万下        |          | 16   | 057.3           | （11人）        | 04着 | 村田一誠   | 56   | ダ1800m（稍） | R1:53.4（37.8）   | -0.3      | ラフィングインメイ     |
| 000003.11  | 中京     | 沈丁花賞          | 500万下  | 16   | 007.1           | 0（4人）        | 06着 | 村田一誠   | 56   | ダ1800m（稍） | R1:56.4（37.8）   | -0.8      | サンマルデューク       |
| 0000.04.07 | 阪神     | 3歳500万下        |          | 16   | 010.1           | 0（5人）        | 01着 | 幸英明     | 56   | ダ1800m（良） | R1:53.5（37.1）   | -1.0      | （スペシャルザダイヤ） |
| 0000.04.29 | 京都     | 端午S             | OP       | 14   | 023.2           | 0（7人）        | 03着 | 幸英明     | 56   | ダ1800m（良） | R1:50.9（36.5）   | -0.0      | ハタノヴァンクール     |
| 0000.06.03 | 東京     | 青梅特別          | 1000万下 | 13   | 003.1           | 0（1人）        | 01着 | 幸英明     | 54   | ダ1600m（良） | R1:37.3（35.3）   | -0.1      | （エアハリファ）       |
| 0000.07.11 | 大井     | ジャパンDダービー | JpnI     | 11   | 010.8           | 0（6人）        | 05着 | 幸英明     | 56   | ダ2000m（良） | R2:06.3（37.0）   | -1.0      | ハタノヴァンクール     |
| 0000.08.05 | 新潟     | レパードS         | GIII     | 15   | 004.6           | 0（2人）        | 01着 | 幸英明     | 56   | ダ1800m（良） | R1:51.8（37.5）   | -0.0      | （ナムラビクター）     |
| 0000.11.04 | 京都     | みやこS           | GIII     | 16   | 018.9           | 0（5人）        | 03着 | 幸英明     | 55   | ダ1800m（良） | R1:49.7（37.1）   | -0.1      | ローマンレジェンド     |
| 0000.12.02 | 阪神     | ジャパンCダート   | GI       | 16   | 031.6           | 0（9人）        | 03着 | 幸英明     | 56   | ダ1800m（良） | R1:49.5（36.8）   | -0.7      | ニホンピロアワーズ     |
| 0000.12.24 | 中山     | フェアウェルS     | OP       | 16   | 001.8           | 0（1人）        | 02着 | 幸英明     | 57   | ダ1800m（稍） | R1:51.9（38.7）   | -0.4      | グランドシチー         |
| 2013.01.20 | 中京     | 東海S             | GII      | 16   | 002.8           | 0（1人）        | 03着 | 幸英明     | 55   | ダ1800m（良） | R1:51.6（38.2）   | -0.6      | グレープブランデー     |
| 0000.02.11 | 佐賀     | 佐賀記念          | JpnIII   | 12   | 001.5           | 0（1人）        | 01着 | 幸英明     | 56   | ダ2000m（稍） | R2:05.7（35.9）   | -0.6      | （エーシンモアオバー） |
| 0000.03.20 | 名古屋   | 名古屋大賞典      | JpnIII   | 12   | 001.2           | 0（1人）        | 01着 | 幸英明     | 55   | ダ1900m（重） | R1:59.8（36.9）   | -0.7      | （エーシンモアオバー） |
| 0000.04.13 | 阪神     | アンタレスS       | GIII     | 16   | 002.8           | 0（1人）        | 01着 | 岩田康誠   | 57   | ダ1800m（良） | R1:49.7（35.5）   | -0.1      | （ニホンピロアワーズ） |
| 0000.05.06 | 船橋     | かしわ記念        | JpnI     | 11   | 002.4           | 0（2人）        | 01着 | 幸英明     | 57   | ダ1600m（良） | R1:37.8（37.3）   | -0.3      | （エスポワールシチー） |
| 0000.06.26 | 大井     | 帝王賞            | JpnI     | 12   | 004.1           | 0（3人）        | 01着 | 幸英明     | 57   | ダ2000m（不） | R2:03.0（36.7）   | -0.2      | （ニホンピロアワーズ） |
| 0000.10.14 | 盛岡     | マイルCS南部杯    | JpnI     | 13   | 001.3           | 0（1人）        | 02着 | 幸英明     | 57   | ダ1600m（良） | R1:35.3（35.1）   | -0.2      | エスポワールシチー     |
| 0000.11.04 | 金沢     | JBCクラシック     | JpnI     | 12   | 001.4           | 0（1人）        | 01着 | 幸英明     | 57   | ダ2100m（不） | R2:12.6（37.0）   | -0.4      | （ワンダーアキュート） |
| 0000.12.01 | 阪神     | ジャパンCダート   | GI       | 16   | 001.9           | 0（1人）        | 03着 | 幸英明     | 57   | ダ1800m（良） | R1:50.5（36.6）   | -0.1      | ベルシャザール         |
| 0000.12.29 | 大井     | 東京大賞典        | GI       | 10   | 001.9           | 0（1人）        | 01着 | 幸英明     | 57   | ダ2000m（良） | R2:06.6（36.0）   | -0.3      | （ワンダーアキュート） |
| 2014.01.29 | 川崎     | 川崎記念          | JpnI     | 11   | 001.1           | 0（1人）        | 01着 | 幸英明     | 57   | ダ2100m（良） | R2:13.8（38.4）   | -0.1      | （ムスカテール）       |
| 0000.02.23 | 東京     | フェブラリーS     | GI       | 16   | 003.6           | 0（2人）        | 02着 | 幸英明     | 57   | ダ1600m（良） | R1:36.1（35.1）   | -0.1      | コパノリッキー         |
| 0000.03.29 | メイダン | ドバイWC          | G1       | 16   | ---.-           | （--人）        | 16着 | 幸英明     | 57   | AW2000m（St） | 計測不能          | --.-      | African Story          |
| 0000.11.03 | 盛岡     | JBCクラシック     | JpnI     | 16   | 005.7           | 0（4人）        | 04着 | 幸英明     | 57   | ダ2000m（重） | R2:01.6（36.3）   | -0.8      | コパノリッキー         |
| 0000.12.07 | 中京     | チャンピオンズC   | GI       | 16   | 005.9           | 0（2人）        | 01着 | 幸英明     | 57   | ダ1800m（良） | R1:51.0（36.4）   | -0.1      | （ナムラビクター）     |
| 0000.12.29 | 大井     | 東京大賞典        | GI       | 16   | 001.7           | 0（1人）        | 01着 | 幸英明     | 57   | ダ2000m（重） | R2:03.0（36.9）   | -0.8      | （コパノリッキー）     |
| 2015.01.28 | 川崎     | 川崎記念          | JpnI     | 11   | 001.0           | 0（1人）        | 01着 | 幸英明     | 57   | ダ2100m（重） | R2:16.9（39.4）   | -0.1      | （カゼノコ）           |
| 0000.03.28 | メイダン | ドバイWC          | G1       | 9    | ---.-           | （--人）        | 05着 | 幸英明     | 57   | ダ2000m（Fs） | 計測不能          | --.-      | Prince Bishop          |
| 0000.06.24 | 大井     | 帝王賞            | JpnI     | 12   | 001.5           | 0（1人）        | 01着 | 幸英明     | 57   | ダ2000m（良） | R2:02.7（38.6）   | -0.2      | （クリソライト）       |
| 0000.110.3 | 大井     | JBCクラシック     | JpnI     | 16   | 001.4           | 0（1人）        | 03着 | 幸英明     | 57   | ダ2000m（不） | R2:05.0（37.4）   | -0.6      | コパノリッキー         |
| 0000.12.06 | 中京     | チャンピオンズC   | GI       | 16   | 003.7           | 0（2人）        | 05着 | 幸英明     | 57   | ダ1800m（良） | R1:50.7（38.1）   | -0.3      | サンビスタ             |
| 0000.12.29 | 大井     | 東京大賞典        | GI       | 14   | 002.3           | 0（1人）        | 02着 | 幸英明     | 57   | ダ2000m（良） | R2:03.3（38.1）   | -0.3      | サウンドトゥルー       |
| 2016.01.27 | 川崎     | 川崎記念          | JpnI     | 13   | 002.1           | 0（1人）        | 01着 | 幸英明     | 57   | ダ2100m（良） | R2:14.1（37.2）   | -0.0      | （サウンドトゥルー）   |
| 0000.03.26 | メイダン | ドバイWC          | G1       | 12   | ---.-           | （--人）        | 09着 | 幸英明     | 57   | ダ2000m（Fs） | 計測不能          | --.-      | California Chrome      |
| 0000.06.29 | 大井     | 帝王賞            | JpnI     | 12   | 004.9           | 0（4人）        | 04着 | 幸英明     | 57   | ダ2000m（不） | R2:05.9（38.4）   | -2.4      | コパノリッキー         |
| 0000.10.10 | 盛岡     | マイルCS南部杯    | JpnI     | 13   | 007.4           | 0（4人）        | 03着 | 幸英明     | 57   | ダ1600m（稍） | R1:34.3（36.2）   | -0.8      | コパノリッキー         |
| 0000.11.03 | 川崎     | JBCクラシック     | JpnI     | 14   | 006.6           | 0（3人）        | 02着 | 幸英明     | 57   | ダ2100m（重） | R2:15.4（38.9）   | -0.1      | アウォーディー         |

- 上記「競走成績」はnetkeiba.com「ホッコータルマエの競走成績」に基づく[18]。

## 血統表
| ホッコータルマエの血統        | ホッコータルマエの血統                        | ホッコータルマエの血統                        | （血統表の出典）                              | （血統表の出典）  |
| 父系                          | キングマンボ系/ミスタープロスペクター系       | キングマンボ系/ミスタープロスペクター系       | キングマンボ系/ミスタープロスペクター系       | [ § 2 ]           |
| 父 キングカメハメハ 2001 鹿毛 | 父の父Kingmambo 1990 鹿毛                     | Mr.Prospector                                 | Raise a Native                                | Raise a Native    |
| 父 キングカメハメハ 2001 鹿毛 | 父の父Kingmambo 1990 鹿毛                     | Mr.Prospector                                 | Gold Digger                                   |                   |
| 父 キングカメハメハ 2001 鹿毛 | 父の父Kingmambo 1990 鹿毛                     | Miesque                                       | Nureyev                                       | Nureyev           |
| 父 キングカメハメハ 2001 鹿毛 | 父の父Kingmambo 1990 鹿毛                     | Miesque                                       | Pasadoble                                     |                   |
| 父 キングカメハメハ 2001 鹿毛 | 父の母*マンファス Manfath 1991 黒鹿毛         | *ラストタイクーン Last Tycoon                 | *トライマイベスト                             | *トライマイベスト |
| 父 キングカメハメハ 2001 鹿毛 | 父の母*マンファス Manfath 1991 黒鹿毛         | *ラストタイクーン Last Tycoon                 | Mill Princess                                 |                   |
| 父 キングカメハメハ 2001 鹿毛 | 父の母*マンファス Manfath 1991 黒鹿毛         | Pilot Bird                                    | Blakeney                                      | Blakeney          |
| 父 キングカメハメハ 2001 鹿毛 | 父の母*マンファス Manfath 1991 黒鹿毛         | Pilot Bird                                    | The Dancer                                    |                   |
| 母 マダムチェロキー 2001 鹿毛 | 母の父Cherokee Run 1990 黒鹿毛                | Runaway Groom                                 | Blushing Groom                                | Blushing Groom    |
| 母 マダムチェロキー 2001 鹿毛 | 母の父Cherokee Run 1990 黒鹿毛                | Runaway Groom                                 | Yonnie Girl                                   |                   |
| 母 マダムチェロキー 2001 鹿毛 | 母の父Cherokee Run 1990 黒鹿毛                | Cherokee Dame                                 | Silver Saber                                  | Silver Saber      |
| 母 マダムチェロキー 2001 鹿毛 | 母の父Cherokee Run 1990 黒鹿毛                | Cherokee Dame                                 | Dame Francesca                                |                   |
| 母 マダムチェロキー 2001 鹿毛 | 母の母*アンフォイルド 1995 鹿毛               | Unbridled                                     | Fappiano                                      | Fappiano          |
| 母 マダムチェロキー 2001 鹿毛 | 母の母*アンフォイルド 1995 鹿毛               | Unbridled                                     | Gana Facil                                    |                   |
| 母 マダムチェロキー 2001 鹿毛 | 母の母*アンフォイルド 1995 鹿毛               | Bold Foil                                     | Bold Forbes                                   | Bold Forbes       |
| 母 マダムチェロキー 2001 鹿毛 | 母の母*アンフォイルド 1995 鹿毛               | Bold Foil                                     | Perfect Foil                                  |                   |
| 母系(F-No.)                   | (FN:9-e)                                      | (FN:9-e)                                      | (FN:9-e)                                      | [ § 3 ]           |
| 5代内の近親交配               | Mr. Prospector：S3×M5、Northern Dancer：S5×S5 | Mr. Prospector：S3×M5、Northern Dancer：S5×S5 | Mr. Prospector：S3×M5、Northern Dancer：S5×S5 | [ § 4 ]           |
| 出典                          | 1. 2. 3. 4.                                   | 1. 2. 3. 4.                                   | 1. 2. 3. 4.                                   | 1. 2. 3. 4.       |

- 5代母Flight Birdから広がる牝系にはBien Bien[70]（1992年ハリウッドターフCなど米GI4勝）、Always Earnest[71]（1995年カドラン賞）、Spring At Last[72]（2008年ドンハンデキャップ）、Caravaggio（2016年フィーニクスS、2017年コモンウェルスC）、Foundry[73]（2017年メトロポリタンH）などがいる。